# ふみふみこ
ふみ ふみこ（1982年8月18日 - ）は、日本の漫画家。女性。奈良県出身。血液型はO型。

## 来歴

### デビュー
小学生から高橋留美子の『らんま1/2』の影響を受けて、漫画家を目指した。「可愛い女の子だけがいるアニメ」や「『らんま1/2』みたいな性差のない漫画の世界観」に救われてきたという。
『めめんと森』を描く10年前ごろの1年間、葬儀社で式典補佐として働く。2006年、4コマ漫画『ふんだりけったり』で第11回「Kiss」ショートマンガ大賞・佳作を受賞してデビュー。

### 「ひらめき☆マンガ学校」時代
2009年、西島大介のひらめき☆マンガ学校に生徒として参加。ひらめき☆マンガ学校の授業の一環で持ち込んだ原稿が編集者の目に留まり、『月刊COMICリュウ』（徳間書店）2010年3月号に短編『女の穴』を掲載し、ストーリー漫画デビュー。翌年、同作を表題作としたふみの初となる単行本を刊行。同作は翌年の『ダ・ヴィンチ』5月号で「思考実験的SFマンガ」として紹介されるなど、話題となった。マンガ学校の出世頭として扱われ、同年10月5日に池尻大橋2.5Dにて開催されたマンガ学校の中間報告イベント「ひら☆マン2.5学期」の第1部では「ふみふみこデビュー！驚きのひらめき☆錬金術」というタイトルでふみの活動が取り上げられた。
幼少期から家族の影響により世の中への恨みが蓄積されていき、30歳を過ぎるまで自立できず、生きづらさを感じていたふみは、死にたいと考えたこともあった。『女の穴』を刊行後、仕事が増えたことにより親と会う機会が減り、人との出会いにより一般的な考え方に触れ、この時期がふみの一番のターニングポイントであった。漫画業界にいられるようふみが努力した結果、少しずつ自信が芽生えたという。

### 長編連載開始
2010年、海外で漫画を描くことができるのか試すためにネパールへ行くが、ほとんどホテルの部屋に篭り漫画を執筆し、「ネパールじゃなくていい」と考え帰国する。
2011年12月1日、初の長編連載作品となる『さきくさの咲く頃』を『ぽこぽこ』（太田出版）にて開始。2012年2月より『comicスピカ』にて、注目を集める新鋭の新連載として『そらいろのカニ』を開始。同年3月に休刊していた『月刊COMICリュウ』が復刊し、復刊号である5月号より男の娘を題材とした『ぼくらのへんたい』の連載を開始。2013年に葬儀場で働く女性を描いた『めめんと森』で『フィールヤング』（祥伝社）に初連載。同年5月、リニューアルした『Kiss PLUS』で『人工精霊タルパちゃん』の連載を開始、同年7月には『Champion タップ!』（秋田書店）で『さくらの園』など、複数作品を連載。
2013年7月に開催された「ひらめき☆マンガ学校」の3学期1日目では、「実際にマンガ家として活躍している作家」のひとりとしてゲスト参加している。
2017年、『yom yom』（新潮社）vol.45よりふみ本人の「半自伝的クロニクル」である『愛と呪い』の連載を開始。もともと構想があり、漫画家になった時から世に出す決意があったが、タイミングを見計らっていた作品で、『ぼくらのへんたい』を描き終え「いまなら描けるかもしれない」と考えて執筆をしている。
2021年3月より『コミックDAYS』（講談社）にて男女の入れ替わりを描くラブサスペンス『僕たちのリアリティショー』、『月刊COMICリュウ』にてアラサーの元アイドルを描く『ふつうのおんなのこにもどりたい』の連載を開始。2024年、『コミックDAYS』にて双極性障害の人物を描いた『楽園をめざして』の連載を開始し、ふみ自身も症状について診断されたと明かしている。

## 作風・人物
押見修造はふみの「性への光の当て方は独特で、すごく面白い」と話している。
ネームが出来ない時は日記に「私はまんがをかくのが好き」と書き、自己暗示をかけるという。
ふみによると、「男の人を描くのが苦手」である。ふみは「性のない状態に憧れて描いている」ため、「性をなくしたい」といったテーマばかり描いてしまうという自覚がある。

## 作品リスト

### 連載
- ふんだりけったり（『One more Kiss』2007年1月号、9月号 - 2008年1月号、『Kiss』2007年No.3 - 2010年No.2、『Kiss PLUS』2008年5月号 - 2011年1月号[30]）
- 『女の』シリーズ[31]（『月刊COMICリュウ』2010年3月号 - 2010年8月号） - 連作短編[32]。『女の穴』を表題作として単行本化[3]。2014年に実写映画化される[33]。
  - 女の穴（『月刊COMICリュウ』2010年3月号[10]）
  - 女の頭（『月刊COMICリュウ』2010年6月号[34]）
  - 女の豚（『月刊COMICリュウ』2010年8月号[35]）
  - 女の鬼（『女の穴』描きおろし[3][36]）
- さきくさの咲く頃（『web連載空間ぽこぽこ』2011年12月1日[13] - 2012年5月[37]）
- そらいろのカニ（『comicスピカ』No.5[19] - No.13[38]）
- ぼくらのへんたい（『月刊COMICリュウ』2012年5月号[20] - 2016年2月号）
- めめんと森（『フィール・ヤング』2013年4月号[21] - 10月号[39])
- 人工精霊タルパちゃん（『Kiss PLUS』2013年5月号[22] - 2014年3月号、『Kiss』2014年4月号、11月号[40]）
- さくらの園（『Champion タップ!』2013年7月11日 - 2015年8月13日）
- qtμt キューティーミューティー（原作：さやわか、『月刊ビッグガンガン』2016年8月号 - 2017年11月号→『LINEマンガ』2017年12月9日[41] - ）
- 愛と呪い（『yom yom』vol.45[25]（2017年8月号） - vol.58[42]（2019年10月号））
- ふつうのおんなのこにもどりたい（『COMICリュウ』2021年3月19日[11] - ）
- 永守くんが一途すぎて困る。（原作：さやわか、『LINEマンガ』2021年3月22日[43] - ）
- 僕たちのリアリティショー（『コミックDAYS』2021年3月31日[44] - 2022年12月[45]）
- 楽園をめざして（『コミックDAYS』2024年9月30日[27] - ）

### 短編
- 2×2×2（『COMICリュウ アンソロジー2011◆SUMMER「けもも」』、2011年8月[46]）
- いばらのばら（『COMICリュウ アンソロジー2011◆「けもも02」』、2011年10月[16]）
- わたしのこどもたち（『Quick Japan』vol.101[47]、2012年4月）
- 尻子玉ください（『BOX-AIR』05号、2011年）
- タイトル不明（『ビッグガンガン』2013年Vol.02の『シガレットアンソロジー』[48]）
- ごじゃわやくそ（『haruca』Vol.2[49]、2013年3月）
- ピノコトリビュート アッチョンブリケ!（『月刊プリンセス』2013年7月号[50]） - 『ブラック・ジャック』40周年企画トリビュート漫画[50]
- 金色の飴 星の煙（『シガレットアンソロジー』、2014年3月）
- 君ならで誰にか見せむ（『モーニング』2014年10号[51]）『Dモーニング』2014年10号にも掲載[51]、「1年間、実力派作家陣が毎号読み切りを描く企画」の一作[52]。

#### 同人誌掲載短編
- 村田克己54歳（『ジオラマ2号』[53]、2012年2月） - 『女の豚』の番外編[要出典]

### 書籍
- 『女の穴』、徳間書店〈リュウコミックス〉、2011年10月1日初版発行（2011年9月13日発売[3]）、ISBN 978-4-19-950265-1
- 『さきくさの咲く頃』、太田出版、2012年11月15日発売[54]、ISBN 978-4778321758
- 『そらいろのカニ』、幻冬舎〈バーズコミックス スピカコレクション〉、2012年12月24日発売[55]、ISBN 978-4344826861
  - 『そらいろのカニ 新装版』、幻冬舎〈バーズコミックス スピカコレクション〉、2014年7月24日発売[56]、ISBN 978-4344831698
- 『めめんと森』、祥伝社〈フィールコミックス〉、2013年12月15日初版発行（2013年12月7日発売）、ISBN 978-4-396-76593-4
- 『恋につきもの』、徳間書店、2014年2月13日発売、ISBN 978-4-19-950383-2
- 『さくらの園』、秋田書店〈少年チャンピオンコミックス・タップ！〉、2014年[57] - 2015年[58]、全2巻
  1. 2014年9月8日発売[57]、ISBN 978-4-253-13061-5
  2. 2015年11月6日発売[58]、ISBN 978-4-253-13062-2
- 『ふんだりけったり』、講談社〈KCデラックス〉、2014年10月10日発売[30]、ISBN 978-4-06-337802-3
- 『人工精霊タルパちゃん』、講談社〈KCデラックス〉、2014年10月10日発売[40]、ISBN 978-4-06-337801-6
- 『ぼくらのへんたい』、徳間書店、2012年[59] - 2016年、全10巻
- 『qtμt キューティーミューティー』、原作：さやわか、全3巻 スクウェア・エニックス→LINEコミックス、全5巻
- 『神主さんと僕の彼女』、集英社、2015年1月23日発売、ISBN 978-4-08-845343-9
- 『女装男子とメンヘラおじさん』、リブレ〈ビーボーイコミックスデラックス〉、2017年2月10日発売、ISBN 978-4799732335
- 『愛と呪い』新潮社〈バンチコミックス〉、全3巻
- 『僕たちのリアリティショー』、講談社〈モーニングKC〉2021年[5] - 2022年[45]、全2巻
- 『ふつうのおんなのこにもどりたい』、徳間書店〈リュウコミックス〉、2021年[60] - 、既刊9巻（2025年4月12日現在）
- 『永守くんが一途すぎて困る。』、原作：さやわか[61] 、全3巻
- 『楽園をめざして』、講談社〈モーニングKC〉、2025年[62] - 、既刊2巻（2025年7月9日現在）

### 挿画・イラスト
- 『承認をめぐる病』（2013年12月、日本評論社） - 表紙絵、単行本
  - 『承認をめぐる病』（2016年12月、筑摩書房） - 表紙絵、文庫
- 『半熟卵のエンジン』（著：歩祐作、2014年5月4日発売[63]、講談社） - イラスト
- 『女子的生活』（2016年8月、新潮社） - 表紙絵（装幀石川絢士との合作）、挿絵（連載時）

### その他
- 『ユリイカ2011年7月臨時増刊号 総特集=涼宮ハルヒのユリイカ！』（青土社） - イラスト[64]
- 平尾アウリ『まんがの作り方』第5巻限定版付属同人誌（2011年6月） - 企画「友人作家が語る平尾アウリさん」に寄稿[65]
- 『ボカロ Plus vol.2』（2011年12月、徳間書店） - 1ページ漫画
- 『COMICリュウ新春特版【紅組】』（2011年12月、徳間書店） - 「ネパール旅行記」と「ネパール帰国記」を寄稿[66]
- 『輪るピングドラム ファビュラス・アンソロジー』（2012年3月[67]、幻冬舎） - 4コマ漫画
- 『FEEL YOUNG』（2012年4月号） - ゲストの本棚紹介コーナー『私の本棚』[68]
- 『夏雪ランデブー アニメ&原作公式ガイドブック』（2012年7月、祥伝社） - イラストとメッセージ[69]
- 曽我部恵一『サーカス』（2012年7月） - CDジャケットイラスト[70]
- 『FEEL YOUNG』（2012年11月号） - エッセイコーナー『漫画家ごはん日誌』[71]
- 西島大介『Young, Alive, in Love』（2012年10月10日発売[72]） - 単行本オマケ漫画、帯コメント
- 『月刊コミックビーム』（2012年12月号） - 放浪息子十周年記念スペシャル・トリビュートイラスト[73]
- 『comicスピカ』（No.14、2012年11月） - 『そらいろのカニ』刊行記念特集、ふみによる手塚治虫の元担当編集者・伊藤嘉彦へのインタビュー掲載[74]
- 『Kiss』（2012年22号） - エッセイコーナー『溺愛語』
- 『QuickJapan』（vol104、2012年） - 対談
- 『comicスピカ』（No.16、2013年1月） - 愛猫を描いたエッセイ漫画寄稿[75]
- 『ファイブスター物語 トレーサー Ex.2』（2013年3月） - 寄稿[76]
- 『季刊エス』（2013年7月号） - 「漫画家使用画材アンケート」参加[77]
- 『ユリイカ』（2013年7月号） - 表紙イラスト[78]
- 『魔法少女まどか☆マギカ アンソロジーコミック』第4巻（2013年7月[79]） - 漫画
- 大島薫『男の娘どうし恋愛中。』（2017年12月、宝島社） - 作画担当
- 『むちゃマン』 第1回 - 第4回（2022年2月27日 - 3月21日、NHK総合） - 出演、リレー形式漫画制作[80]

## 関連人物
曽我部恵一
ミュージシャン。「プロモーションビデオの撮影中、書店に置いてあった単行本『女の穴』を手に取ったこと」がきっかけとなり、ふみのファンとなる。「サーカス」のジャケットイラストをふみが描いたことを記念し、『月刊COMICリュウ』2012年9月号に対談が掲載された。